# Ростан, Жан
Жан Ростан (фр. Jean Edmond Cyrus Rostand; 30 октября 1894, Париж — 4 сентября 1977, Виль-д’Аврэ) — французский биолог и писатель.
Родился в Париже в семье известного писателя Эдмона Ростана и поэтессы Розмонды Жерар. Под влиянием прочитанной в детстве книги Жана Фабра «Записки энтомолога» стал биологом. Всю жизнь работал в собственной лаборатории в небольшом городке Виль-д’Аврэ под Парижем. Одновременно писал философские трактаты. В 1959 году был избран членом Французской Академии.
Его афоризмы собраны в книгах «Брак» (1927), «Мысли биолога» (1939), «Тревоги биолога» (1967).
Ростан скончался в Виль-д’Аврэ, где и был поxopoнен. В честь Ж. Ростана в 1951 году был назван остров Жан Ростан, находящийся в Антарктиде (Земля Адели, Мыс Геологии).

## Биография
Жан Ростан родился 30 октября 1894 года в семье известного французского драматурга Эдмона Ростана и поэтессы Розмонды Жерар. Жан Ростан провёл детство на вилле Арнага в Камбо-ле-Бен. В возрасте десяти лет он прочёл «Энтомологические воспоминания» и «Записки энтомолога» Жана Анри Фабра, а в 1907 году получает в подарок микроскоп. В 1913 году он проходит курсы в Сорбонне и получает сертификаты по общей физиологии и биологической химии. В 1914 году работает в лаборатории профессора Жана Иасента Венсана, где производили вакцину против сыпного тифа. При этом получает сертификаты по ботанике, гистологии, общей эмбриологии. С 1916 по 1917 гг. изучает репродуктивный цикл личинок мух рода «Miastor» под руководством профессора Мориса Коллери.
В 1920 году он женится на двоюродной сестре Андре Мант (Andrée Eugénie Marthe Victorine Mante) и в 1921 году у них рождается сын Франсуа (1921—2003). Окончив Парижский университет, Жан Ростан переезжает в Виль-д’Авре в 1922 году, что было также связано со смертью его отца (1918). Он участвовал в создании секции биологии во Дворце открытий в 1936 году, а затем основал в Вилль-д’Авре свою собственную независимую лабораторию: семейное состояние позволило ему держаться подальше от университетских структур, которые он считал слишком ограничивающими.
В 1950 году становится членом Зоологического общества Франции, а в 1953 году почётным президентом.
Жан Ростан начинает с публикации нескольких философских эссе, а затем делит своё время между научно-исследовательской работой и написанием художественных и научно-популярных произведений. С большим энтузиазмом он стремится популяризировать биологию среди широкой аудитории (в 1959 году он получил Премию Калинги за популяризацию науки) и обратить внимание общественности на важность социальных проблем, которые возникают по мере её развития.
Несмотря на определённые евгенические взгляды (среди его предложений — стерилизация людей с определёнными тяжёлыми формами психических заболеваний), за которые Жан Ростан не раз подвергался критике, он в 1954 году в «Размышлениях биолога» писал: «Всё, что мы можем сделать для наших детей, — это мудро выбирать их матерей». Человек науки, биолог, памфлетист и моралист Жан Ростан также был пацифистом. Вместе с Симоной де Бовуар, Кристианой Рошфор и некоторыми другими способствовал созданию феминистского движения «Choisir la cause des femmes».
В 1962 году он вместе со своим учеником Пьером Дарре создал исследовательский центр, который сегодня носит его имя в Пуйдессо в Верхних Ландах. Эта территория служит «пристанищем» для «Прудов с монстрами», где Ростан проводил значительную часть своих исследований аномалий земноводных между 1962 и 1975 годами. Он предполагал в качестве причины аномалий амфибий различные биологические агенты (микроорганизмы, вирусы) или химические вещества.
Ростан становится членом Патронажного комитета Французской федерации против атомного вооружения. В 1963 году он вместе с Клодом Бурде был соучредителем и почетным президентом «Движения против атомного вооружения» (Mouvement contre l’armement atomique, MCAA), которое в 1968 году стало «Движением за разоружение, мир и свободу» (Mouvement pour le désarmement, la paix et la liberté, MDPL).
В 1965 году он подписал протест против французских ядерных испытаний на Муруроа. Агностик, свободомыслящий человек, он демонстрирует большую открытость и большую интеллектуальную честность.
В 1976 году становится почётным президентом Конгресса свободы мысли. Во время судебного процесса по делу в Бобинье об абортах в 1972 году он свидетельствовал в пользу права на аборт.
Жан Ростан был выбран во Французскую академию в 1959 году и продолжал популяризацию науки на конференциях, по радио и на телевидении.
Приехав в 1922 году в Виль-д’Авре, бывшую резиденцию Вальтесс де Ла Бинь, он прожил там до своей смерти в 1977 году.
Похоронен на кладбище Виль-д’Авре.

## Научные достижения
В 1946 году Ж. Ростан продемонстрировал возможность хранения спермы лягушки в течение одних суток при температуре от — 4 до — 6°С в среде, содержащей 10 — 20 % глицерина.
В 1940-е гг. Ростан проводил эксперименты по генетике амфибий и искусственному гиногенезу у серой жабы. Ростан осеменял икру серой жабы облучёнными под действием УФ сперматозоидами травяной лягушки. Икринки подвергались воздействию низких температур и продолжали развитие до метаморфоза. Такие гиногенетические жабы нередко имели отклонения в нормальном развитии, так как имели рецессивные мутации в гомозиготном состоянии. Одной из таких мутаций была полидактилия, привлекшая внимание Ростана. Скрещивание полидактильных жаб, найденных в природе, позволило обнаружить рецессивный характер наследования данной мутации. Поиски полидактилий у зелёных лягушек привели к тому, что в 1949 году Жан Ростан обнаружил массовую полидактилию у зелёных лягушек в окрестностях деревни Тревиньон (округ Финистер, Франция). Однако скрещивание полидактилийных лягушек друг с другом и с нормальным фенотипом привело к тому, что всё потомство состояло из нормальных особей. Таким образом, Ростан предположил, что полидактилия у зелёных лягушек вызывается действием определённого «агента», находящегося в окружающей среде.
Для изучения ранних этапов развития аномалии Р, Ростан исследовал выборку головастиков из прудов окр. Тревиньон и обнаружил новый вариант аномалий, названный им «аномалией P». Она включала в себя деформированных головастиков, имеющих комплекс признаков: полидактилию, брахимелию, инверсию задних конечностей, небольшие дополнительные конечности, костные выросты, опухоли и отёки в области задних конечностей. Ростан исследовал аномалию в течение двадцати лет, пытаясь установить причину. В конечном итоге была предложена гипотеза о вирусной природе аномалии. Исследования аномалии P Жан Ростан описал в своей книге «Пруды с монстрами: История одного исследования (1947—1970)» («Les étangs à monstres. Histoire d’une recherché (1947—1970)».

## Афоризмы
Мертвец — это всего лишь (пока что!) неизлечимый больной.

Две ошибки, борющиеся друг с другом, вероятно, плодотворнее, чем одна безраздельно царящая истина.

Я не верю в чудесное — это было бы слишком просто.

Наука сделала нас богами раньше, чем мы научились быть людьми.

Любить что-то больше, чем жизнь, — значит сделать жизнь чем-то большим, чем она есть.

## Цитаты
В преисловии к книге Р. Эттингера, родоначальника крионики, Ростан писал:
«Метод сохранения, который он [Эттингер] предлагает, это заморозка (в ванне с жидким гелием или азотом); этот метод пока не является безвредным, но, бесспорно, наука будущего сможет исправить и повреждения от заморозки. Таким образом, нам нужно не так уж долго ждать, пока мы научимся замораживать человеческий организм без дополнительных повреждений. Когда это произойдёт, нам придётся заменить кладбища на спальные корпуса, и каждый из нас получит свой шанс на бессмертие, обещаемое наукой».

## Память
Помимо исследовательского центра «Жана Ростана» в Пуйдессо, многие детские сады, колледжи и средние школы во Франции сегодня носят его имя.
Единственный известный скульптурный портрет Жана Ростана — бронза 1959 года работы скульптора Жоржа Булоня (1926—1992) под названием «Hommage de Saint-Germain à Jean Rostand». Он расположен на площади города Сен-Жермен во Вьенне.
С 1978 года существует премия Жана Ростана — литературная научная премия.
В честь Жана Ростана назван остров в Антарктике.
В честь Жана Ростана назван Международный комитет по изучению аномалий и патологий амфибий и рептилий.